# Federico Consolo
Federico Consolo (auch unter dem sephardisch-hebräischen Namen Jehel Nahamán bekannt; geb. 8. April 1841 in Ancona; gest. 14. Dezember 1906 in Florenz) war ein italienischer Violinist und Komponist.

## Biografie
Geboren in einer jüdischen Familie aus Spanien studierte er Violine und Komposition bei Ferdinando Giorgetti in Florenz und in Brüssel bei Henri Vieuxtemps. Federico Consolo gab bis zum Auftreten neurologischer Probleme in ganz Europa erfolgreich Konzert. 1891 veröffentlichte er im Auftrag der jüdischen Gemeinde von Livorno die zweibändige Sammlung Sefer Shire Yisrael (Libro dei Canti d'Israel), die sephardische Synagogalmelodien sowie eigene Sakralkompositionen enthält.

## Kompositionen (Auswahl)
- Auxbords du Nil, für kleines Orchester (1882)
- Fantasia orientale, für Orchester (1882)
- Foi esperance, ein Adagio für Violine und Klavier (1885)
- Nationalhymne von San Marino Inno Nazionale della Repubblica[3]

Im Riemann Musiklexikon von 1900 wird Consolo geführt.